# Барунгойотская свита
Барунгойотская свита, свита Барун-Гойот, или формация Барунгойот (англ. Barun Goyot Formation, Baruungoyot Formation), — геологическое образование (свита или формация) в пустыне Гоби, на юге Монголии, в аймаке Умнеговь, относящееся к верхнему мелу. Обычно датируется верхним кампаном, хотя иногда указывается кампанско-маастрихтский возраст.

## Стратиграфия
Стратиграфически барунгойотская свита занимает промежуточное положение между вышележащей нэмэгэтинской свитой и нижележащей джадохтской свитой. Ранее барунгойотская свита обозначалась как Lower Nemegt Beds (нижние слои Нэмэгэт), тогда как нэмэгэтинская свита называлась Upper Nemegt Beds (верхние слои Нэмэгэт).
Стратотипом барунгойотской свиты является местонахождение Хульсан, к востоку от местонахождения Нэмэгэт. В отложениях местонахождения Нэмэгэт наблюдается постепенный переход от слоëв барунгойотской свиты к слоям нэмэгэтинской свиты. Контакт между слоями барунгойотской и нэмэгэтинской свит описан также в верхней части местонахождения Хермин-Цав. Остальная часть Хермин-Цав состоит из отложений барунгойотской свиты (135 м толщиной), образовавшихся в аллювиальных конусных, речных, болотных, озëрных и эоловых условиях.

## Фауна позвоночных

### Тероподные динозавры

#### Альваресзавриды
| Род         | Вид           | Местонахождение | Материал                                                                                               | Примечания                                                            | Иллюстрации |
| ----------- | ------------- | --------------- | --- | --------------------------------------------------------------------- | ----------- |
| Ceratonykus | C. oculatus   | Хермин-Цав      | Неполный скелет, представленный костями черепа и посткраниального скелета.                             | Представитель Parvicursorinae. Возможно, младший синоним Parvicursor. |             |
| Jaculinykus | J. yaruui     | Нэмэгэт         | Почти полный сочленённый скелет, в том числе бо́льшая часть черепа.                                     | Представитель Parvicursorinae.                                        |             |
| Khulsanurus | K. magnificus | Хульсан         | Неполный посткраниальный скелет, представленный костями плечевого пояса и таза, а также позвонками.    | Представитель Parvicursorinae.                                        |             |
| Ondogurvel  | O. alifanovi  | Нэмэгэт         | Неполный посткраниальный скелет, представленный костями таза и задних конечностей, а также позвонками. | Представитель Parvicursorinae.                                        |             |
| Parvicursor | P. remotus    | Хульсан         | Неполный посткраниальный скелет, представленный костями таза и задних конечностей, а также позвонками. | Представитель Parvicursorinae.                                        |             |

#### Овирапторозавры
| Род          | Вид          | Местонахождение     | Материал                                                                                       | Примечания                                                    | Иллюстрации |
| ------------ | ------------ | ------------------- | ---------------------------------------------------------------------------------------------- | ------------------------------------------------------------- | ----------- |
| Conchoraptor | C. gracilis  | Хермин-Цав, Хульсан | Множество образцов, представленных остатками черепа и посткраниального скелета.                | Овирапторид. Также описан материал из нэмэгэтинской свиты.    |             |
| Heyuannia    | H. yanshini  | Хермин-Цав          | Нижняя челюсть и посткраниальный скелет (голотип), а также остатки посткрания ещё двух особей. | Овирапторид. Ранее упоминался как «Ingenia» или Ajancingenia. |             |
| Nemegtomaia  | N. barsboldi | Нэмэгэт             | Скелет особи, предположительно погибшей во время насиживания яиц, обнаруженных под скелетом.   | Овирапторид. Также описан материал из нэмэгэтинской свиты.    |             |

#### Дромеозавриды
| Род         | Вид           | Местонахождение | Материал                                                                                                   | Примечания                       | Иллюстрации |
| ----------- | ------------- | --------------- | --- | -------------------------------- | ----------- |
| Hulsanpes   | H. perlei     | Хульсан         | Скелет, представленный фрагментом черепной коробки, костями плюсны и фалангами пальцев задней конечности.  | Представитель Halszkaraptorinae. |             |
| Kuru        | K. kulla      | Хульсан         | Фрагментарный скелет, представленный костями черепа, элементами верхней и нижней конечностей и позвонками. | Представитель Velociraptorinae.  |             |
| Natovenator | N. polydontus | Хермин-Цав      | Сочленённый скелет, в том числе почти полный череп.                                                        | Представитель Halszkaraptorinae. |             |
| Shri        | S. devi       | Хульсан         | Сочленённый скелет без черепа.                                                                             | Представитель Velociraptorinae.  |             |

#### Троодонтиды
| Род         | Вид      | Местонахождение | Материал                                                                                              | Примечания            | Иллюстрации |
| ----------- | -------- | --------------- | --- | --------------------- | ----------- |
| Harenadraco | H. prima | Хермин-Цав      | Неполный скелет, включающий частично сочленённые кости задних конечностей и фрагментарные кости таза. | Базальный троодонтид. |             |

#### Авиалы
| Род        | Вид          | Местонахождение     | Материал                                              | Примечания                                                         | Иллюстрации |
| ---------- | ------------ | ------------------- | ----------------------------------------------------- | ------------------------------------------------------------------ | ----------- |
| Gobipipus  | G. reshetovi | Хермин-Цав          | Остатки эмбрионов.                                    | Энанциорнисовая птица.                                             |             |
| Gobipteryx | G. minuta    | Хермин-Цав, Хульсан | Скелеты разных особей, в том числе остатки эмбрионов. | Энанциорнисовая птица. Также описан материал из джадохтской свиты. |             |
| Hollanda   | H. luceria   | Хермин-Цав          | Неполные задние конечности нескольких образцов.       | Представитель Ornithothoraces.                                     |             |

### Завроподные динозавры
| \| Таксон \| Переклассифицированный таксон \| Таксон, ошибочно используемый в качестве действительного \| Сомнительный таксон либо синоним \| Ихнотаксон \| Оотаксон \| Морфотаксон \| |                               | Примечание Неопределённые либо экспериментальные данные описаны мелким шрифтом; вышедшие из употребления зачёркнуты. |                                  |            |          |             |
| Таксон | Переклассифицированный таксон | Таксон, ошибочно используемый в качестве действительного                                                             | Сомнительный таксон либо синоним | Ихнотаксон | Оотаксон | Морфотаксон |

| Род            | Вид             | Местонахождение                       | Материал         | Примечания                                               | Иллюстрации |
| -------------- | --------------- | ------------------------------------- | ---------------- | -------------------------------------------------------- | ----------- |
| Faveoloolithus | F. ningxiaensis | Хермин-Цав, Их-Шунхт, Ологой-Улан-Цав | Ископаемые яйца. | Яйца, вероятно, отложенные завроподом.                   |             |
| Quaesitosaurus | Q. orientalis   | Шар-Цав                               | Неполный череп.  | Титанозавр из семейства нэмэгтозаврид (Nemegtosauridae). |             |

### Птицетазовые динозавры

#### Анкилозавры
| Род                   | Вид             | Местонахождение     | Материал                                                                                                   | Примечания                                          | Изображения |
| --------------------- | --------------- | ------------------- | --- | --------------------------------------------------- | ----------- |
| Saichania             | S. chulsanensis | Хермин-Цав, Хульсан | Остатки черепа и посткраниального скелета нескольких особей.                                               | Анкилозаврид из подсемейства Ankylosaurinae.        |             |
| Tarchia               | T. kielanae     | Хульсан             | Остатки черепа и посткраниального скелета нескольких особей.                                               | Анкилозаврид из подсемейства Ankylosaurinae.        |             |
| Zaraapelta            | Z. nomadis      | Хермин-Цав          | Череп без передней части морды.                                                                            | Анкилозаврид из подсемейства Ankylosaurinae.        |             |
| Ankylosauridae indet. | Неопределён     | Хермин-Цав          | Спинные позвонки, рёбра, плечевой пояс, передние конечности, тазовый пояс, задние конечности и остеодермы. | Анкилозаврид, известный по образцу в «позе отдыха». |             |

#### Пахицефалозавры
| Род         | Вид         | Местонахождение | Материал        | Примечания        | Иллюстрации |
| ----------- | ----------- | --------------- | --------------- | ----------------- | ----------- |
| Tylocephale | T. gilmorei | Хульсан         | Неполный череп. | Пахицефалозаврид. |             |

#### Цератопсы
| \| Таксон \| Переклассифицированный таксон \| Таксон, ошибочно используемый в качестве действительного \| Сомнительный таксон либо синоним \| Ихнотаксон \| Оотаксон \| Морфотаксон \| |                               | Примечание Неопределённые либо экспериментальные данные описаны мелким шрифтом; вышедшие из употребления зачёркнуты. |                                  |            |          |             |
| Таксон | Переклассифицированный таксон | Таксон, ошибочно используемый в качестве действительного                                                             | Сомнительный таксон либо синоним | Ихнотаксон | Оотаксон | Морфотаксон |

| Род           | Вид                | Местонахождение     | Материал                                             | Примечания                    | Изображения |
| ------------- | ------------------ | ------------------- | ---------------------------------------------------- | ----------------------------- | ----------- |
| Bagaceratops  | B. rozhdestvenskyi | Хермин-Цав, Хульсан | Скелеты особей разного возраста, в том числе черепа. | Протоцератопсид.              |             |
| Breviceratops | B. kozlowskii      | Хульсан             | Два черепа и остатки посткраниального скелета.       | Протоцератопсид.              |             |
| Lamaceratops  | L. tereschenkoi    | Хульсан             | Неполный череп небольшого размера.                   | Младший синоним Bagaceratops. |             |
| Platyceratops | P. tatarinovi      | Хермин-Цав          | Почти полный череп среднего размера.                 | Младший синоним Bagaceratops. |             |

### Чешуйчатые
| Род           | Вид              | Местонахождение                    | Материал                                                                                                 | Примечания                                                              | Изображения |
| ------------- | ---------------- | ---------------------------------- | --- | ----------------------------------------------------------------------- | ----------- |
| Estesia       | E. mongoliensis  | Хермин-Цав, Хульсан                | Хорошо сохранившийся череп (Хульсан) и неполный скелет с ассоциированной черепной коробкой (Хермин-Цав). | Веретеницеобразная ящерица. Также описан материал из джадохтской свиты. |             |
| Gobiderma     | G. pulchrum      | Хульсан, Хермин-Цав, Хермин-Цав II | Несколько черепов, включая нижние челюсти.                                                               | Веретеницеобразная ящерица. Также описан материал из джадохтской свиты. |             |
| Proplatynotia | P. longirostrata |                                    | | Веретеницеобразная ящерица из группы варанообразных.                    |             |

### Млекопитающие
| Род            | Вид                  | Местонахождение                               | Материал                                     | Примечания                                                          | Изображения |
| -------------- | -------------------- | --------------------------------------------- | -------------------------------------------- | ------------------------------------------------------------------- | ----------- |
| Asioryctes     | A. nemegetensis      | Нэмэгэт, Хульсан, Хермин-Цав I, Хермин-Цав II | Два почти полных черепа и фрагменты черепов. | Представитель эутериев. Также описан материал из джадохтской свиты. |             |
| Barunlestes    | B. butleri           |                                               |                                              | Представитель эутериев.                                             |             |
| Catopsbaatar   | C. catopsaloides     |                                               |                                              | Многобугорчатое                                                     |             |
| Chulsanbaatar  | C. vulgaris          |                                               |                                              | Многобугорчатое                                                     |             |
| Deltatheridium | D. pretrituberculare |                                               |                                              | Сумчатое                                                            |             |
| Nemegtbaatar   | N. gobiensis         |                                               |                                              | Многобугорчатое                                                     |             |
| Zofialestes    | Z. longidens         | Нэмэгэт                                       | Правая нижнечелюстная кость с зубами.        | Представитель эутериев из семейства Zalambdalestidae.               |             |